# 神戸市立桜の宮小学校
神戸市立桜の宮小学校（こうべしりつ さくらのみやしょうがっこう）は、兵庫県神戸市北区若葉台1丁目にある公立小学校。

## 沿革

### 年表
- 1970年
  - 4月1日 - 神戸市立谷上小学校より分離し、創立
  - 6月10日 - 校章制定
- 1971年8月27日 - 校歌制定
- 1974年4月1日 - 神戸市立箕谷小学校創立のため校区分離
- 1975年4月1日 - 神戸市立泉台小学校・広陵小学校創立のため校区分離
- 1976年10月12日 - 育英会が優良PTAとして文部大臣表彰を受賞される
- 1977年4月1日 - 神戸市立甲緑小学校創立のため校区分離
- 2018年4月1日 - 分校設置（しらゆり学級）

## 教育目標
- 学校づくり
  - 明るく
  - つよく
  - よく学ぶ

## 通学区域
- 神戸市北区[2]
  - 大脇台、甲栄台1丁目（1～8番・10～12番）・2丁目（2～4番）・3丁目（2～7番）・4 - 5丁目、山田町小部、若葉台1 - 4丁目

## 交通・アクセス
- 神戸電鉄有馬線北鈴蘭台駅で下車、出口1から徒歩6分
- 阪急バス（19・20・22系統）若葉台4丁目より

## 周辺
- 神戸電鉄有馬線北鈴蘭台駅
- 神戸市立桜の宮中学校（進学先中学校）
- 神戸中央病院
- セブンイレブン神戸若葉台3丁目店
- 兵庫県立神戸甲北高等学校
- 兵庫県立神戸特別支援学校
- 神戸弘陵学園高等学校
- 国道428号

## 通学区域が隣接している学校
- 神戸市立小部小学校
- 神戸市立泉台小学校
- 神戸市立甲緑小学校
- 神戸市立筑紫が丘小学校